# Peter Brock

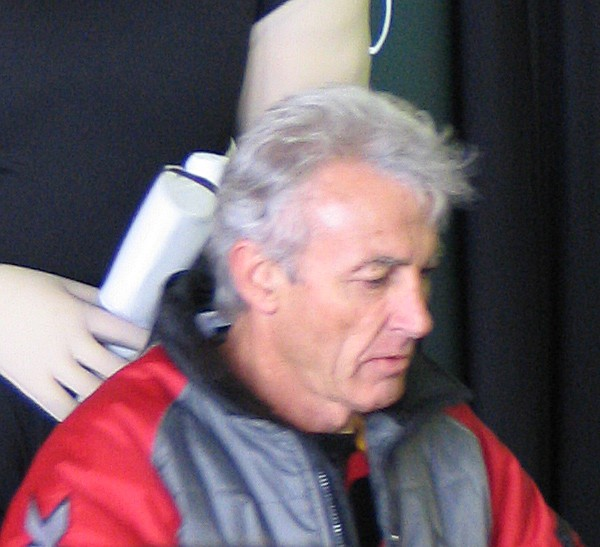
Peter Brock in 2005

Peter Brock (Hurstbridge, Victoria, 26 februari 1945 - Gidgegannup, West-Australië, 8 september 2006) was een vooraanstaande Australische autocoureur.

## Autosport
Brock werd geboren als zoon van een automonteur van wie hij de liefde voor auto's meekreeg.  Als coureur won hij tussen 1972 en 1987 negen keer de Bathurst 1000, het belangrijkste race-evenement in Australië.  Daarnaast won hij onder meer eenmaal de 24 uren van Bathurst.  Brock reed voornamelijk voor het Holden Dealer Team. In 1997 beëindigde hij zijn fulltime carrière als coureur, maar bleef bij gelegenheid een enthousiast deelnemer aan verschillende races.

## Anti-alcohol
Brock zette zich ook in bijzondere mate in bij campagnes tegen het rijden onder invloed.  Zo verkoos hij steeds met auto nummer 05 te rijden, als verwijzing naar de 0,5 promille alcohollimiet in Victoria.

## Media
Behalve coureur was Brock ook actief als mediafiguur. Op de Nieuw-Zeelandse televisie was hij actief als presentator van verschillende programma's over auto's en motoren.  Brock had ook plannen om in 2007 mee te spelen in de film King of the mountains aan de zijde van Shannon Noll.

## Privé
Brock huwde met Heather Russel in 1967, dit huwelijk werd reeds in 1969 verbroken. In 1974 huwde hij voor de tweede maal, dit keer met Miss Australië en weervrouw Michelle Downes, een jaar later werd ook dit huwelijk verbroken. Later ontmoette hij Bev McIntosh, er kwam echter geen huwelijk. Samen met McIntosh had Brock drie kinderen: James, Robert en Alexandra. Na een relatie van 28 jaar gingen de twee in mei 2005 uit elkaar.

## Dood
Peter Brock kwam op 61-jarige leeftijd bij een race-ongeval om het leven doordat hij tijdens de Targa West-rally met zijn Daytona Coupe tegen een boom reed.